# Józef Michalik (polityk)
Józef Marian Michalik (ur. 24 marca 1954 w Lubaczowie) – polski polityk i samorządowiec, poseł na Sejm II kadencji, starosta lubaczowski I, II, III, IV i V kadencji.

## Życiorys
W 1978 ukończył studia na Wydziale Rolniczym Akademii Rolniczej w Krakowie z tytułem zawodowym magistra inżyniera rolnictwa. Ukończył także podyplomowe studium PAN z zakresu prawa wspólnotowego oraz studia podyplomowe z europeistyki na Uniwersytecie Marii Curie-Skłodowskiej w Lublinie.
W latach 1978–1993 pracował jako kierownik, a następnie dyrektor zakładu rolnego Igloopol. W latach 1987–1989 był radnym w Oleszycach. W latach 1993–1997 był posłem na Sejm Rzeczypospolitej Polskiej II kadencji, wybranym w okręgu przemyskim z listy Polskiego Stronnictwa Ludowego. W 1997 bez powodzenia ubiegał się o reelekcję, a w 2009 kandydował do Parlamentu Europejskiego. Po odejściu z Sejmu pracował jako starszy specjalista ds. ekonomiki analiz gospodarczych w Podkarpackiej Izbie Rolniczej w Boguchwale.
W 1998 został wybrany na radnego powiatu lubaczowskiego. Z powodzeniem ubiegał się o reelekcję w kolejnych wyborach samorządowych (2002, 2006, 2010, 2014 i 2018). Nie został wybrany na kolejną kadencję w 2024.
W 1999 objął urząd starosty tego powiatu. Po wyborach z 2002, 2006, 2010 i 2014 był ponownie wybierany na to stanowisko na kolejne kadencje; zajmował te do 2018. Był również członkiem Naczelnego Komitetu Wykonawczego PSL (2012–2015). Pełnił funkcję wiceprzewodniczącego zarządu Podkarpackiego Stowarzyszenia Samorządów Terytorialnych (2010–2014) oraz przewodniczącego konwentu powiatów województwa podkarpackiego (2011–2014). Został także prezesem zarządu powiatowych struktur Związku Ochotniczych Straży Pożarnych Rzeczypospolitej Polskiej.
W 2014 otrzymał przyznawaną za zasługi dla rozwoju samorządności terytorialnej przez Ligę Krajową Nagrodą im. Grzegorza Palki. Wyróżniany również m.in. Podkarpacką Nagrodę Samorządową w kategorii „najlepszy starosta” i Srebrną Odznaką Honorową przyznaną przez Podkarpackie Stowarzyszenie Samorządów Terytorialnych. Otrzymał Krzyż Kawalerski Orderu Odrodzenia Polski (1999) oraz Brązową Odznakę „Zasłużony dla Ochrony Przeciwpożarowej” (2009).